# ميخائيل كارتر (لاعب كرة قدم كندية)
ميخائيل كارتر هو لاعب كرة قدم كندية كندي، ولد في 28 أبريل 1986 في وندسور في كندا.